# ابرامو (لو پامپا)
ابرامو (لو پامپا) (به اسپانیایی: Abramo (La Pampa)) در آرژانتین است که در la pampa province واقع شده‌است.

## خصوصیات
ابرامو ۳۲۳ نفر جمعیت دارد.